# Dumisani Maraire
Dumisani Abraham („Dumi“) Maraire (* 24. August 1943 in Chakowa, Chimanimani-District, Rhodesien (heute Simbabwe); † 25. November 1999) war ein simbabwischer Musiker, Komponist und Hochschullehrer.
Dumisani Maraire wurde in einem Dorf südlich von Mutare im damaligen Rhodesien in einer methodistischen Familie geboren, in der viel gesungen wurde. Seine Mutter war eine Xhosa, sein Vater kam aus der Volksgruppe der Shona. Maraire machte zunächst eine Lehrerausbildung und ging 1966 an das Kwanongoma College of Music in Bulawayo. Dort entwickelte er sich zu einem Virtuosen auf der Nyunga-Nyunga Mbira (einer Form des sog. „Daumenklaviers“) sowie der Marimba. 1968 bis 1972 arbeitete Maraire als Visiting Artist bzw. Gastprofessor an der University of Washington in Seattle (Ethnomusicology Department). In den folgenden Jahren lehrte er am Evergreen State College in Olympia (Washington) und hatte zudem viele Privatschüler.
1982 kehrte er nach Simbabwe zurück, um an der University of Zimbabwe in Harare ein Ausbildungsprogramm für Musikethnologie aufzubauen. 1986 bis 1990 lehrte er erneut in Seattle und erwarb an der University of Washington den Doktorgrad im Fach Musikethnologie. Anschließend wirkte er wiederum als Hochschullehrer an der University of Zimbabwe (ab 1998 als Leiter der dortigen Abteilung für afrikanische Sprachen und Literatur), zeitweiliger Präsident des Zimbabwe College of Music und Vorsitzender des Internationalen Musikrates seines Heimatlandes, in dem er 1999 verstarb. 
Maraire machte die Musik seiner Heimat im US-amerikanischen Nordwesten bekannt und gründete dort mehrere Marimba-Ensembles, die er auch leitete. Für diese Ensembles sowie für die Mbira arrangierte bzw. komponierte er zahlreiche Stücke. Ferner schrieb er kirchenmusikalische Werke.
Eine seiner Töchter war die Sängerin Chiwoniso Maraire.